# Rjava sneženka
Rjava sneženka (znanstveno ime Rhagonycha fulva) je vrsta hroščev iz družine sneženk, ki je pogosta tudi v Sloveniji.
Odrasla rjava sneženka doseže v dolžino okoli 10 mm. Osnovna barva je rjavo oranžna, le konice pokrovk (eliter) in dolge tipalke so črne. Telo hroščka je podolgovato in rahlo sploščeno. Zunanji hitinast oklep je dokaj mehek, pa tudi pokrovke so mehkejše, od koder izvira tudi ime družine (mehkokrilci).
Hrošček izvira iz Evrope, kasneje pa so ga zanesli tudi v Severno Ameriko. Je pogosta travniška vrsta roparskih hroščev, ki majhne žuželke lovi podnevi, običajno na cvetočih travniških rastlinah.
Po kopulaciji samice odložijo jajčeca, ličinke pa nato na tleh plenijo polže in žuželke. Po enem letu se zabubijo.